# Sun Yat-sen
Sun Yat-sen (pinyin: Sūn YiXiān; Cuiheng, 12 de novembro de 1866 – 12 de março de 1925) foi um estadista, político e líder revolucionário chinês. Como o principal pioneiro da China republicana, Sun é frequentemente referido como o Pai da Nação. Desempenhou um papel fundamental na derrubada da Dinastia Qing em outubro de 1911, a última dinastia imperial da China. Foi o primeiro presidente provisório quando a República da China foi fundada em 1912 e mais tarde co-fundador do Kuomintang, onde atuou como seu primeiro líder. Sun foi uma figura de união na China pós-imperial e continua a ser o único entre os políticos chineses do século XX a ser amplamente reverenciado entre os povos de ambos os lados do Estreito de Taiwan.
Embora Sun seja considerado um dos grandes líderes da moderna China, sua vida política foi caracterizada por uma luta constante e frequente exílio. Após o sucesso da revolução, ele rapidamente foi afastado do poder na recém-fundada República da China e liderou sucessivos governos revolucionários como um desafio para os senhores da guerra que controlavam a maior parte do país. Sun não viveu para ver o seu partido consolidar seu poder sobre o país. Seu partido, que formou uma frágil aliança com os comunistas, dividiu-se em duas facções após sua morte. O mais importante legado de Sun reside no desenvolvimento que fez de um filosofia política conhecida como Três Princípios do Povo: nacionalismo, democracia e meio de vida das pessoas.

## Nomes
O nome de nascimento de Sun Yat-sen era Sun Wen (Sūn Wén, 孫文) e o nome oficial era Sun Deming (Sūn Démíng, 孫德明). Durante a infância, ele tinha o nome de criança Dixiang (Dìxiàng, 帝象). O nome de cortesia (nome a ser usado na idade adulta) de Sun Yat-sen foi Zaizhi (Zàizhī, 載之) e seu nome literário foi Rixin (Rìxīn, 日新), mais tarde Yixian (Yat-sen, 逸仙). Ele também era frequentemente chamado pelo nome de Sun Zhongshan (孫中山).

## Biografia

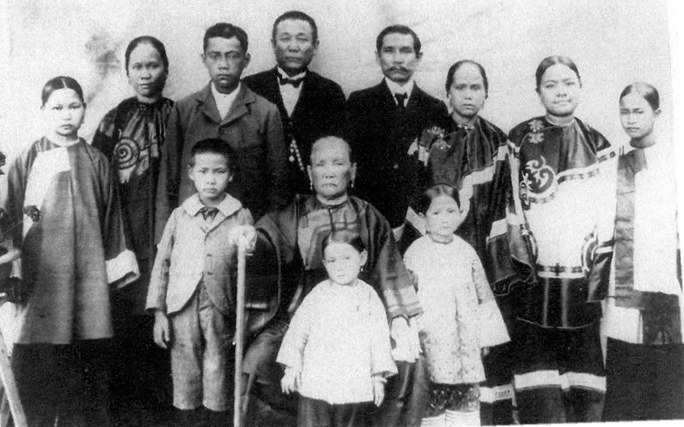
Sun Yat-sen (fileira de trás, o quinto a partir da esquerda) e sua família.

Sun Yat-sen nasceu no dia 12 de novembro de 1866 em uma família Hacá na vila de Cuiheng, Xiangshan (mais tarde Zhongshan), Cantão, província de Guangdong (26 km ao norte de Macau).
Quando criança, Sun Yat-sen ouviu muitas histórias sobre a Rebelião de Taiping de um velho soldado Taiping chamado Lai han-ying (賴漢英). Depois de estudar por alguns anos na escola local, aos treze anos Sun passou a viver com seu irmão mais velho, Sun Mei, em Honolulu. Sun Mei, que era quinze anos mais velho que Sun Yat-sen, tinha emigrado para a Havaí como um operário e se tornara um próspero comerciante. Embora Sun Mei nem sempre tenha sido favorável às atividades revolucionárias posteriores  de Yat-sen, ele apoiava seu irmão financeiramente, permitindo que Yat Sen abandonasse sua carreira profissional. Sun Yat-sen estudou na Iolani School, onde aprendeu inglês, matemática e ciências. Originalmente incapaz de falar o idioma inglês, Sun Yat-sen aprendeu a linguagem tão rapidamente que recebeu um prêmio do príncipe David Kalakaua pela conquista notável. Enquanto estudava na Iolani, fez amizade com Phong Tong, que mais tarde fundou o First Chinese-American Bank (Primeiro Banco Sino-Americano). Depois de frequentar a Iolani School, onde se formou em 1882, Sun matriculou-se no Oahu College (atual Punahou School) para maiores estudos para um semestre. Logo foi enviado para casa na China quando o seu irmão estava ficando com medo de que Sun Yat-sen estava prestes a abraçar o cristianismo, mas ele retornou ao Havaí pelo menos duas vezes, em 1900 e 1901. Em março de 1904, ele obteve uma certidão de nascimento havaiano, emitida pelo Território do Havaí, afirmando que nascera no dia 24 de novembro de 1870 em Kula, Maui.
Estudou medicina em Honolulu (Havaí) e em Hong Kong. Posteriormente se converteu ao protestantismo. Ao ser batizado aos 17 anos, adotou um novo nome, nome de cortesia (hào) na tradição chinesa: Rìxi-n, que significa "renovação diária". Mais tarde, seu professor de literatura escreveu seu nome como Yìxiān. Os ideogramas 逸仙 correspondentes a este nome se pronunciam em cantonês como Yat-sen. E foi com este nome e pronúncia com o qual ficou conhecido o seu nome no Ocidente.

### Inicio das Atividades Revolucionárias
Em 1894 funda em Hong Kong a Sociedade para a Regeneração da China, que tinha como objetivo promover o renascimento político da China e fomentar as atividades revolucionárias contra a Dinastia Qing para instalar um governo democrático no país. Participou em um levante em Guangzhou em setembro de 1895, uma tentativa fracassada de golpe de estado, pela qual teve que se exilar no Japão.

#### Sequestro em Londres
Passou vários anos no exílio naquele país e também na Europa, Estados Unidos e Canadá. Em Londres foi seqüestrado em 11 de outubro de 1896 por membros da embaixada imperial chinesa. Ao conseguir libertar-se a tempo, antes de ser deportado de volta a China onde seria executado, ele passou a ser conhecido no Reino Unido como um líder revolucionário chinês, principalmente pela sua comunicação em inglês com a imprensa britânica e seus costumes, contraditórios a do estereótipo chinês que se havia. Mais tarde, Sun escreveria um livro sobre este episódio, "Kidnapped in London".

### Fundação da "Liga da China"
Em 10 de Agosto de 1905, durante o período japonês de seu exílio, Sun junto de Huang Xing e outros lideres revolucionários da China, fundam em Tóquio a Sociedade da Aliança Unida, que Sun preferia chamar apenas de "Liga da China". Esta sociedade seria o embrião do Kuomintang, o partido nacionalista chinês, e daria inicio a organização do movimento revolucionário na China, até então, divido entre várias organizações secretas menores.

### Revolução Xinhai
Em 10 de outubro de 1911 encontrava-se em Denver (Estados Unidos) quando ocorreu o levante de Wuchang, revolta revolucionária em Wuhan, província de Hubei, que provocou a queda da última dinastia imperial. Ao ocorrer esta revolução, Sun voltou à China, dirigindo-se a Nanquim, onde foi designado presidente provisório da nova República da China, em 29 de Dezembro do mesmo ano.
O governo provisório de Nanquim controlava apenas uma parte reduzida do país. Sun chegou a um acordo com Yuan Shikai para que este, que controlava o Exército no norte da China, derrotasse finalmente o imperador, que ainda não havia admitido o fim de seu poder. Sun permitiu a Yuan Shikai converter-se em Presidente da República. Em 1913 Sun tentou afastar Shikai do poder como resposta as manobras políticas autoritárias contestadas pelo KMT; após Shiaki ilegalizar a banir o partido, Sun deu inicio a Segunda Revolução, porém, sem êxito; o que levou-o novamente a exilar-se no Japão. Lá contraiu segundas núpcias com Song Qingling.
Sun apoiou a revolta de Cai E em 1915 quando Shikai restaurou a monarquia (Guerra de Proteção Nacional) e em 1917 deu ínicio ao Movimento de Proteção Constitucional para tentar restaurar a República da China e dissolver os senhores da guerra.

### Revolução Nacionalista Chinesa
Em 1917, quando voltou à China, Sun estabeleceu-se em Guangzhou, onde foi nomeado presidente do autoproclamado Governo Nacional. Neste ponto, Sun havia desacreditado na Democracia liberal, principal após o golpe de Shikai em 1913 e o apoio ocidental a os senhores da guerra.
Para Sun, neste ponto, era necessária uma Revolução Nacionalista e o que ele chamava de Dang Guo (literalmente, Partido-Estado), para assim começar a Democracia Tutelada, para então evoluir dentro do partido-estado, uma democracia plena, orientada pelo partido.
Em Junho de 1924, para não depender dos senhores da guerra aliados (já que o objetivo era eliminar todos os senhores), ele fundou a Academia Militar de Whampoa, dirigida por Chiang Kai-shek, de onde tentou organizar um exército para conquistar o norte da China.
Mais tarde, organizou o Kuomintang como um partido de estilo leninista, mesmo não sendo comunista, o que lhe valeu o apoio do Komintern e o que proporcionou a primeira Frente Unida dos nacionalistas do Kuomintang com o recém criado Partido Comunista Chinês. O Partido comunista era essencialmente composto por jovens, muitos deles revolucionários que tinham como base o próprio Sun Yat-sen; por exemplo, Mao Zedong. No entanto, havia também uma certa oposição a Sun dentro do partido, dirigida principalmente por Marxista-leninistas como Wang Ming.

Entre 1924 e 1925, Sun organizou suas ideias e palestras no livro chamado Os Três Princípios do Povo. Esta foi uma de suas ultimas obras feitas em vida. A partir de 1924, o quadro de saúde de Sun decaiu drasticamente. Uma das primeiras pessoas com que Sun falou sobre foi Chiang Kai-Shek, dizendo a ele antes de ir para Pequim em 13 de novembro:
"Sei que esta viagem a Pequim é extremamente perigosa e é incerto se poderei voltar no futuro. No entanto, Yu Zhizhi foi para o norte para lutar pela revolução e salvar o país e o povo, então que perigo poderia haver? Aos 59 anos, mesmo que você morra, pode ficar tranquilo!"
Com Chiang apenas respondendo: "Senhor, por que você disse isso de repente hoje?" Sun respondeu: "Os mortais sempre morrerão, desde que morram bem. Se dois ou três anos atrás, Yu não tivesse morrido; Hoje, você poderia completar minha ambição inacabada e então pode morrer!"

### Morte
Na manhã de 11 de março, às 8h, He Xiangning foi ao leito de Sun Yat-sen para visitá-lo e percebeu que seus olhos já estavam sem brilho. Ela saiu e alertou os presentes: "Agora, não podemos mais esperar para que o senhor assine!" Wang então pegou uma caneta e pediu a Sun que assinasse. Chen Youren também apresentou o "Testamento à União Soviética", redigido por ele e Borodin, que foi lido por Song Ziwen antes de ser assinado por Sun.
A respiração de Sun tornou-se cada vez mais difícil, e ele estava exausto, repetindo as palavras: "Paz", "Luta" e "Salvem a China". Os médicos, preocupados com seu estado, pediram que ele descansasse. Segundo Deng Zeru, pouco antes de sua morte, Sun ainda murmurou: "Amigo... ou inimigo?", expressando sua desconfiança em relação à União Soviética.
Na noite de 11 de março, às 18h30, suas mãos e pés começaram a esfriar e ele já não conseguia mais falar. Um médico então declarou: "O pulso já não é mais detectável. Prestem atenção ao momento da passagem." Porém, às 3h da manhã do dia seguinte, Sun despertou mais uma vez. Em 12 de março, às 9h30, o coração de Sun Yat-sen parou de bater e sua respiração cessou. Ele faleceu em Pequim. No mesmo dia, às 12h30, seu corpo foi transferido para o Hospital da União Médica para embalsamamento. Após três dias de preparação, seu funeral foi realizado em 15 de março.
Em 12 de março de 1925, Sun Yat-sen, aos 58 anos de idade e enfermo de câncer, morreu em viagem a Beijing para onde se dirigia, a fim de entabular negociações com os dirigentes do norte da China em uma tentativa de reunificação nacional.

## Relacionamento com o Japão
Sun é conhecido por sua profunda conexão com o Japão.

### Exílio no Japão
Sun viajou via Canadá para o Japão para iniciar seu exílio lá. Ele chegou a Yokohama em 16 de agosto de 1897 e se encontrou com o político japonês Tōten Miyazaki. A maioria dos japoneses que trabalharam ativamente com Sun foram motivados por uma oposição pan-asiática ao imperialismo ocidental. No Japão, Sun também conheceu Mariano Ponce, diplomata da Primeira República das Filipinas.
Durante a Revolução Filipina e a Guerra Filipina–Americana, Sun ajudou Ponce a adquirir armas que haviam sido recuperadas do Exército Imperial Japonês e enviou as armas para as Filipinas. Ao ajudar a República Filipina, Sun esperava que os filipinos mantivessem sua independência, para que ele pudesse ser abrigado no país e iniciar outra revolução chinesa. No entanto, com o fim da guerra em julho de 1902, os Estados Unidos saíram vitoriosos de uma amarga guerra de três anos contra a República. Portanto, Sun não teve a oportunidade de se aliar às Filipinas em sua revolução na China.
Em 1897, por meio de uma introdução de Miyazaki Toten, Sun Yat-sen conheceu Tōyama Mitsuru da organização política Genyosha. Através de Tōyama, ele recebeu apoio financeiro para suas atividades e despesas de vida em Tóquio de Hiraoka Kotarō [ja]. Além disso, sua residência, uma mansão de 2.000 metros quadrados em Waseda-Tsurumaki-cho, foi providenciada por Inukai Tsuyoshi.
Em 1899, ocorreu a Revolta dos Boxers. No ano seguinte, Sun Yat-sen tentou outra revolta em Huizhou, mas terminou em fracasso. Em 1902, apesar de já ter uma esposa na China, ele casou-se com a mulher japonesa Kaoru Otsuki. Além disso, ele manteve Asada Haru como amante e frequentemente a levava com ele.

### Restauração Meiji e as Visões Revolucionárias de Sun Yat-sen
De acordo com Hosaka Masayasu, uma das razões pelas quais figuras como Miyazaki Toten, Yamada Yoshimasa, e Yamada Junzaburo apoiaram o movimento revolucionário de Sun Yat-sen foi porque os ideais da Restauração Meiji ou do Movimento pelos Direitos e Liberdades do Povo não puderam ser realizados no Japão, e eles buscaram compensar esse fracasso.
No entanto, Sun Yat-sen afirmou o seguinte em 1919:
O Partido Nacionalista Chinês é, afinal, composto pelos revolucionários do Japão de 50 anos atrás. O Japão, um país fraco no Oriente, teve a sorte de contar com revolucionários da Restauração Meiji, que, pela primeira vez, reuniram-se e transformaram o Japão de um país fraco em um país forte. Nossos revolucionários também seguiram o caminho dos revolucionários do Japão, buscando transformar a China.
Em 1923, ele também disse:
A Restauração Meiji do Japão foi a causa da revolução chinesa, e a revolução chinesa foi o resultado da Restauração Meiji do Japão. Ambos estão originalmente conectados e trabalham juntos para alcançar o renascimento do Leste Asiático.
Baseado em sua empatia pela Restauração Meiji, Sun Yat-sen buscou colaboração entre o Japão e a China. Para ele, as Vinte e Uma Exigências do Japão sobre a China representaram uma traição às "aspirações revolucionárias" dos patriotas da Restauração Meiji e avançaram a política de agressão do Japão contra a China.

### Relacionamento com os Japoneses
Durante sua vida, Sun Yat-sen teve uma ampla gama de relacionamentos com japoneses. Através da mediação de Inukai Tsuyoshi, ele se familiarizou com Miyazaki Toten, Tōyama Mitsuru, e Uchida Ryōhei, com quem também teve trocas ideológicas e recebeu apoio financeiro. Além disso, ele recebeu ajuda financeira de empresários como Matsukata Kōjirō, Yasukawa Keiichirō, o corretor de ações Suzuki Kugorou, e Umeya Shōkichi. Um de seus apoiadores durante sua estadia no Japão foi também o bisavô da artista de mangá Shibata Ami.
Além disso, Sasaki Tōichi do Exército Imperial Japonês serviu como conselheiro militar de Sun. Ele também fez amizade com Minakata Kumagusu, e a amizade deles se aprofundou depois de se encontrarem enquanto Sun estava no exílio em Londres.

### Palestra do Grande Asianismo
A Palestra do Grande Asianismo se refere ao discurso proferido por Sun Yat-sen em 29 de novembro de 1924, no dia seguinte à sua reunião com Tōyama Mitsuru em Kobe. Foi entregue no auditório da Escola Secundária Feminina de Kobe, localizada no atual prédio do Governo da Província de Hyogo, para cinco organizações, incluindo a Câmara de Comércio de Kobe. Esse discurso fez uma distinção entre o "caminho real" do Oriente e o "caminho hegemônico" do Ocidente, louvando o caminho real do Oriente e condenando a inclinação do Japão para os caminhos hegemônicos devido ao excesso, enquanto também elogiava a modernização do Japão como líder nesse aspecto.
Vocês, japoneses, adotaram as formas culturais hegemônicas do Ocidente, enquanto também possuem a essência do caminho real da cultura asiática. No entanto, ao olharem para o futuro da cultura mundial, a questão permanece: vocês se tornarão, em última instância, as ferramentas das formas hegemônicas ocidentais, ou se colocarão como uma barreira ao caminho real oriental? Isso depende de sua cuidadosa consideração e escolhas deliberadas.
Este discurso criticou o colonialismo ocidental, enquanto elogiava a modernização e civilização do Japão. Também criticou o Japão por se tornar seguidor do colonialismo ocidental e defendeu a cooperação entre os asiáticos.